# Andre Royo
Andre Royo (Bronx, New York, 1968. július 18. –) amerikai színész, producer, író. Önmagáról alkotott véleménye: „nem eléggé fekete” és „nem eléggé latin”.

## Élete
Andre Royo 1968 július 18-án született az USA-ban, a New York-i Bronxban, afroamerikai, kubai származású apától.

## Ismertebb filmszerepei
- Esküdt ellenségek (tv-sorozat, 1999) - Gil Freeman
- Drót (2002)
- Miami helyszínelők (tv-sorozat, 2005) - Julio Pena
- Gyilkos elmék (tv-sorozat, 2008) - Armando Salinas
- Hősök (tv-sorozat, 2008) - Stephen Canfield
- New York-i helyszínelők (tv-sorozat, 2009) - Big Willie Brown
- Gyilkos számok (tv-sorozat, 2009) - Tim Pynchon
- Partiszerviz színész Módra (tv-sorozat, 2010) - Scott
- Szabadúszók (2012) - Daniel Maldonado
- New York-i nyomozók (tv-sorozat, 2012) - Santana Cordero
- Az élet habzsolva Jó (2013) - Mr. Aster
- Bob burgerfalodája (tv-sorozat, 2013) - Andre Royo
- Sherlock és Watson (tv-sorozat, 2013)
- kérges kéz (2013) - Byrd

## További információ
- Andre Royo a Facebookon
- Andre Royo a PORT.hu-n (magyarul)
- Andre Royo az Internetes Szinkronadatbázisban (magyarul)
- Andre Royo az Internet Movie Database-ben (angolul)
- Andre Royo a Rotten Tomatoeson (angolul)

## Fordítás
- Ez a szócikk részben vagy egészben  az   Andre Royo című angol Wikipédia-szócikk fordításán alapul.  Az eredeti cikk szerkesztőit annak laptörténete sorolja fel. Ez a jelzés csupán a megfogalmazás eredetét és a szerzői jogokat jelzi, nem szolgál a cikkben szereplő információk forrásmegjelöléseként.